# William Mocquet
William Mocquet est un footballeur français, né le 23 janvier 1983 à Valognes dans le département de la Manche. Il évolue au poste de milieu de terrain du début des années 2000 au milieu des années 2010.
Formé au Havre AC, il évolue ensuite notamment à Louhans-Cuiseaux FC et à l'AS Moulins.

## Biographie
William Mocquet, né le 23 janvier 1983, intègre en 1998, à l'âge de 15 ans, le centre de formation du Havre AC en provenance de l'AS Cherbourg,. Évoluant au poste d'attaquant, il connaît toutes les sélections en équipe de France de jeunes. Il est ainsi sélectionné, en 1999, en équipe de France des moins de 16 ans. La même saison, il fait ses débuts en équipe réserve et dispute deux rencontres en CFA. Il intègre l'équipe première, qui évolue en division 2, lors de la saison 2000-2001 et, dispute son premier match professionnel lors de la 38e et dernière journée du championnat. Il entre en jeu à la 39e minute de la rencontre disputée contre l'OGC Nice en remplacement de Thomas Deniaud, les Havrais s'imposent sur le score d'un but à zéro. Pouvant également évoluer au poste de milieu de terrain offensif droit, il dispute sept rencontres en 2001-2002, saison qui voit le club retrouvé la division 1. Il est appelé, en août 2002, en équipe de France espoirs par le sélectionneur Raymond Domenech et dispute deux rencontres avec les « Bleuets »,. Sa progression est stoppée, en octobre 2002 par une blessure aux ligaments croisés du genou droit qui nécessite une opération. Au terme de la saison 2002-2003, le club est relégué en Ligue 2 et William Mocquet s'impose alors comme titulaire disputant 31 rencontres pour un but inscrit. La saison suivante, Thierry Uvenard qui a succédé à Jean-François Domergue au poste d'entraîneur l'utilise moins et, en 2005, il est prêté à Louhans-Cuiseaux FC, club de National.
De retour au Havre AC, il s'engage finalement, en août 2002, à Sunderland AFC entraîné par Roy Keane, club évoluant en division 2 anglaise. Non utilisé en équipe première, il est prêté successivement à Rochdale AFC puis à Bury FC.
Après des essais en Allemagne au FC Sankt Pauli et en Belgique au FC Brussels, il rejoint en 2007 Pau FC qui évolue en National. En fin de saison, le club termine 17e du championnat et se retrouve relégué en CFA. Il s'engage alors avec l'AS Moulins, club dans lequel il reste trois saisons. Avec le club de Moulins, il rejoue en National en 2009-2010, disputant 20 matchs.
Il retourne en Normandie en 2011 en signant dans le club de CFA 2 de l'USON Mondeville puis, s'engage en 2012 à l'ES Uzès Pont du Gard, club de National où il ne reste également qu'une saison, sans jouer.
Il rejoint ensuite les rangs amateurs du département du Gard et joue au FC Saint-Quentin puis au Besseges-Saint-Ambroix FC.